# Mägdetrappe

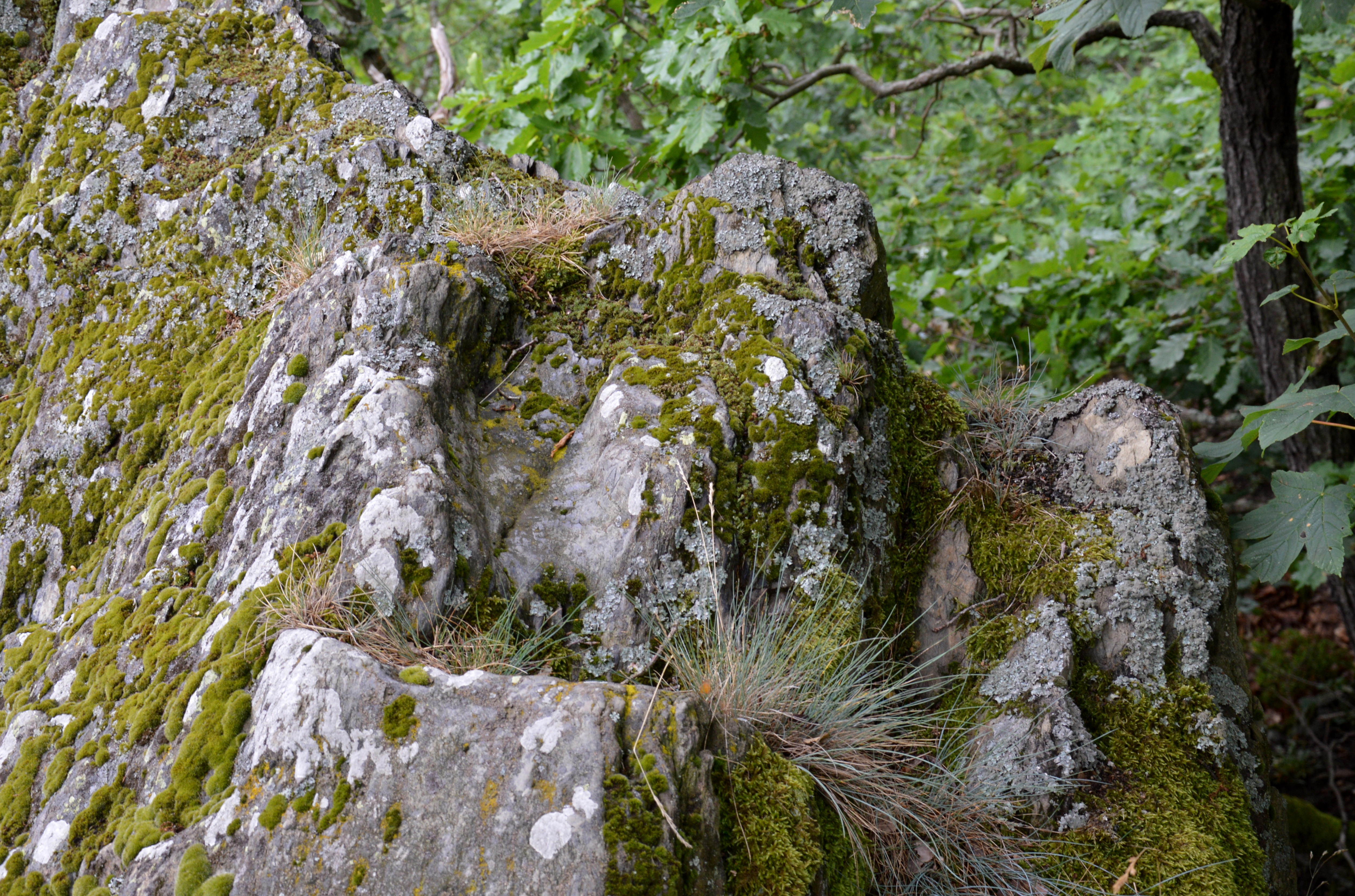
Mägdetrappe

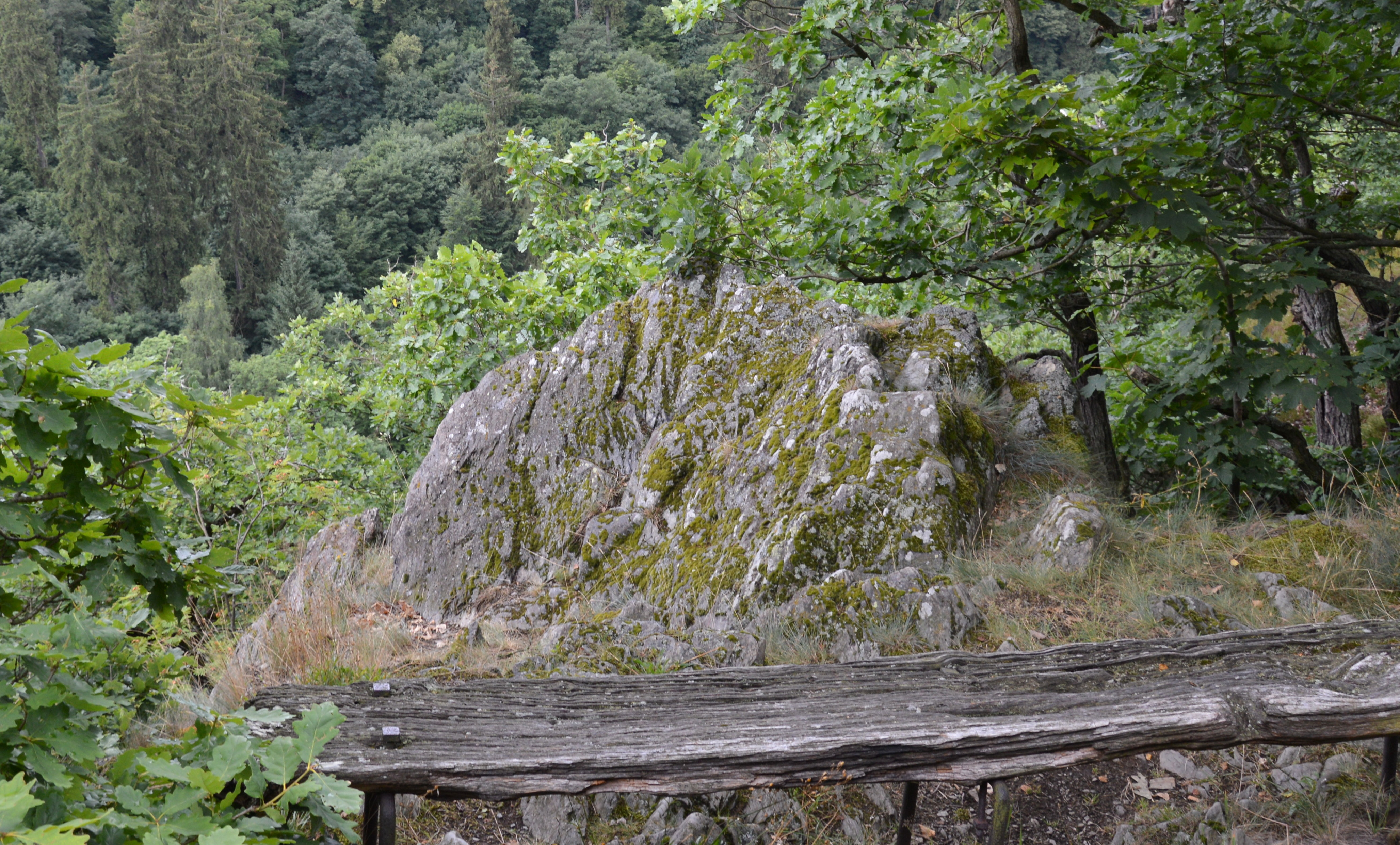
Felsen der Mägdetrappe

Die Mägdetrappe ist eine sagenumwobene Felsvertiefung auf der rechten Seite oberhalb des Selketals unweit des zur Stadt Harzgerode gehörenden Ortsteils Mägdesprung im Harz von Sachsen-Anhalt.
Sie befindet sich nahe am steilen Abfall des Hanges zur Selke hin. Etwas weiter südöstlich befindet sich das Alexiuskreuz. Unmittelbar an der Mägdetrappe führt der Selketalstieg vorbei.
Die Vertiefung der Mägdetrappe hat in etwa die Form eines großen Fußabdruckes und geht der Sage nach auf den Absprung einer Frau zurück. Der Name des benachbarten Ortes Mägdesprung soll auf die Mägdetrappe zurückgehen. Ursprünglich bezeichnete Magd (althochdeutsch magad, mittelhochdeutsch maget) eine junge und unverheiratete Frau.
Der Abdruck entspricht etwa der Schuhgröße 64. Von der Mägdetrappe aus besteht eine weite Aussicht in das Selketal. Vor dem Felsen ist eine Sitzbank aufgestellt.

## Sagen
Den vielen Sagen aus alter Zeit um die Mägdetrappe ist jeweils der Sprung einer Frau über das Tal der Selke gemein. Vom Sprung hinterließ ihr Fuß einen sichtbaren Abdruck im Felsen.
(1.) Nach einer Sage wartete eine Riesenjungfrau an der Stelle der Mägdetrappe auf ihre Freundin, die aus dem Thüringer Wald zu Besuch kam. Als die Freundin auf der anderen Talseite ankam, sagte diese, dass sie müde wäre und die Wartende herüberspringen sollte. Diese zögerte zunächst, bis ein auf einer mit Holz beladenen Fuhre vorbeifahrender Bauer über sie spottete. Da packt sie den Bauern samt Pferden und Wagen in ihre Rockschürze und sprang über das Tal. Dort setzte sie den zutiefst erschrockenen Bauern ab und zog lachend mit ihrer Freundin von dannen. Zurück blieb der Fußabdruck. In einer anderen Version stammte die Springende aus Petersberg (bei Halle), und der Bauer pflügte ein benachbartes Feld.
(2.) Eine andere Sage berichtet, dass eine junge Magd auf der anderen Talseite ihren Liebhaber, einen Schäfer, stehen sah. Da er für sie anders nicht zu erreichen war, sei sie mit großer Kraft hinüber gesprungen, so dass ihr Fußabdruck zurückblieb.
(3.) Nach wieder einer anderen Sage standen beidseits des Tales zwei große Burgen, in denen Riesen lebten. Auf der einen Seite ein Ritter Luitpold und auf der anderen ein alter Harzkönig mit seiner Tochter Amala. Luitpold war in Amala verliebt. Um Amalias Hand hielt jedoch ein Isländer an. Der hatte den Harzkönig in der Hand, da der König beim Spiel an ihn all seine Schätze und auch Krone und Reich verloren hatte. Amala bat ihren Vater, Luitpold heiraten zu dürfen. Der König verweigerte dies jedoch, da er fürchtete, das verspielte Land sodann an den Isländer abtreten zu müssen. Der Isländer musste alsbald wegen eines Krieges in seine Heimat. Der König versprach ihm, dass nach seiner Rückkehr die Hochzeit stattfinden würde. Luitpold hielt nach der Abreise des Isländers beim König um die Hand Amalas an. Der König wies ihn jedoch zurück und sagte: „So wenig die Prinzessin von hier über das Tal springen kann, so wenig kann ich mein Wort gegenüber dem Isländer brechen!“ Auch Luitpold zog danach in den Krieg. Nach Jahren kehrte er auf seine Burg zurück. Er rief der auf ihn wartenden Prinzessin zu: „Komm zu mir, Amala!“ Da sprang sie mit einem gewaltigen Sprung zu ihm über das Tal, wobei sie die Fußabdrücke hinterließ. Der König kochte zwar vor Wut; nachdem der Isländer aber auch nach vielen Jahren nicht zurückkam, versöhnte man sich. Luitpold wurde Herrscher über das Harzland.
(4.) Eine weitere Sage schildert, dass im Selketal ein Förster mit seiner schönen Tochter Adele lebte. Da ein Bär in der Umgebung sein Unwesen trieb, machte sich der Förster an einem gewitterigen Abend auf, den Bären zu jagen. Adele blieb zu Hause. Sie fürchtete sich jedoch vor einem finster dreinblickenden Mönch des nahen Klosters, der sich in Adele verliebt hatte und ans Fenster klopfte. Während des Unwetters suchte ein Spielmann der Burg Falkenstein im Forsthaus Schutz. Zum Dank spielte er Adele auf, beide verliebten sich ineinander. Der Mönch beobachtete sie und drang eifersüchtig in das Haus ein. Er erwürgte den Spielmann, währenddessen floh Adele. Verfolgt vom Mönch sprang sie in Todesangst vom Felsen in die Tiefe des Selketals. Der Mönch blieb an ihrem Fußabdruck an der Stelle des Absprungs sitzen und kratzte dort am Stein.